# Siphonolaimus weismanni
Siphonolaimus weismanni är en rundmaskart som först beskrevs av Zur Strassen 1904.  Siphonolaimus weismanni ingår i släktet Siphonolaimus och familjen Siphonolaimidae. Inga underarter finns listade i Catalogue of Life.